# 杉崎弥市
杉崎弥市（すぎさき やいち　生没年不詳）は、江戸時代中期の石工職人である。

## 概要
江戸時代中期の下総国野田（現代の千葉県野田市）に生まれた石工職人で、明和から文政にかけて活躍した。
1823年（文政6年）造立の代表作・須賀神社猿田彦神像など下総国の各地に優作を残した。

## おもな作品
1766年　明和三年 金乗院 宝篋印塔
1785年　天明五年 金乗院 宝篋印塔
1793年　寛政五年 青面金剛
1794年　寛政六年 香取神社 燈籠
1801年　享和元年 香取神社 手洗石
1802年　享和二年 須賀神社 永代常夜燈
1803年　享和三年 若紫観音堂 燈籠
1804年　文化元年 香取神社 狛犬
1810年　文化七年 西栄寺 手洗石
1815年　文化十二年 香取神社 庚申塔
1815年　文化十二年 普門寺 庚申塔 
1817年　文化十四年　須賀神社 二十三夜碑
1821年　文政四年 須賀神社 弁戝天
1823年　文政六年　須賀神社 猿田彦立像（『有形文化財』指定・野田市）

## 関連人物
- 杉崎市郎兵衛　醤油醸造家
- 杉崎弥八　石工職人
- 杉崎翠山　石工職人
- 杉崎善太郎　清酒醸造家
- 杉崎邦三郎　清酒醸造家　（杉の井）